# Prachi Tehlan
Prachi Tehlan   (Delhi, 2 d'octubre de 1989) és una jugadora de netball, de bàsquet i actriu índia. Tehlan fou capitana de l'Equip nacional de netball de l'Índia que va representar aquest país asiàtic en els Jocs de la Commonwealth de 2010 i en altres Campionats asiàtics importants entre 2010 i 2011. Sota la seva capitania, l'equip indi va guanyar la seva primera medalla en els South Asian Beach Games de 2011. El diari The Times of India l'ha batejat com la "Reina de la Pista", i el The Indian Express l'anomena "La Noia dels Anells”. Ha estat l'ambaixadora de marca de Netball Development Trust India entre 2011 i 2017.
Va debutar com a actriu en la sèrie de televisió Diya Aur Baati Hum de la cadena Star Plus el gener de 2016. El seu debut en el cinema va ser interpretant el personatge de Nimmy en la pel·lícula panjabi Arjan amb Roshan Prince, dirigida per Manduip Singh, l'any 2017. La seva última aparició com a actriu va ser com a protagonista en el show de televisió Ikyawann, amb Namish Taneja, que es va estrenar a Star Plus.

## Infantesa i educació
Tehlan va completar la seva educació escolar a la Montfort School a Delhi. Es va graduar en Estudis de Comerç al Jesus and Mary College de la Universitat de Delhi, i va completar el seu Diploma de postgraduada en Gestió de Màrqueting a l'Institute of Management Technology de Ghaziabad. Es va matricular en el Maharaja Agrasen Institute of Management Studies d'Estudis d'Administració, i a la Guru Gobind Singh Indraprastha University de Delhi, on va completar el seu Màster en administració d'empreses (Recursos Humans i Màrqueting).
Ha treballat en diversos projectes del Development Bank of Singapore, Deloitte, Accenture i 1800Esports.in. Contribueix en un projecte anomenat UDAAN - Habilitats per tenir èxit per Mobilització, Formació i Ocupació de la joventut, a Jammu i Caixmir, depenent del Consell Nacional de Desenvolupament d'Habilitats de Delhi.

## Carrera esportiva
Va començar la seva carrera esportiva jugant a bàsquet a nivell nacional mentre encara estava en edat escolar. Fou seleccionada per assistir a la concentració de l'Índia tres vegades el 2004 a Cuttack, Orissa.

### Bàsquet
Entre 2002 i 2003, Tehlan va disputar dos campionats nacionals sub-14, a Pondicherry i Karnataka. A més, en el període 2002-2007 ha representat Delhi 8 vegades en la categoria sub-17, on fins en 3 ocasions l'equip va aconseguir un bon resultat. Ha jugat a Kotkapura (Panjab), Chittoor (Andhra Pradesh), Gotan (Rajasthan), Kangra (Himachal Pradesh), Ajmer (Rajasthan), Jaisalmer (Rajasthan), Chandigarh, Raipur (Chhattisgarh), Hyderabad, etc. En categoria sub-19, va representar Delhi en 3 ocasions, i en totes elles va finalitzar en 1a posició.
En 2008, va assolir la 1a posició en el torneig interuniversitari disputat a Bhubaneshwar. L'any següent (2009) va repetir la 1a posició en el torneig interuniversitari.

### Netball

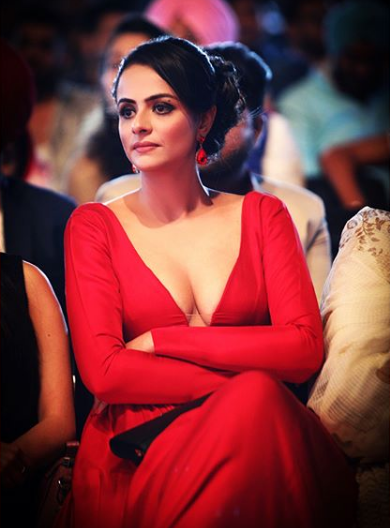
Tehlan en un esdeveniment (2018)

En netball, ha guanyat la medalla d'or en els Jocs Nacionals de l'Índia. Ha disputat el torneig interuniversitari 3 cops, on va aconseguir la 1a posició. A categoria sènior, ha representat Delhi en els campionats nacionals. En 2010 va disputar la lliga Indo-Singapur, celebrada a Delhi i Noida, on va guanyar per 5 a 0. Va ser capitana de l'equip del 7è Campionat asiàtic de la joventut de 2010 a Delhi. Va participar i capitanejar l'equip sènior de netball als Jocs de la Commonwealth de 2010 celebrats a Delhi.
Va representar l'Índia com a capitana en l'equip sènior de la 6a Copa de Nacions de Singapur 2010, així com en els South Asian Beach Games de 2011, on l'equip es va endur una medalla de plata; aquesta va ser la primera vegada a la història que l'equip indi de netball aconseguia una medalla en competició internacional.

## Carrera com a actriu
Tehlan va decidir acceptar una oferta de Shashi Sumeet Productions i fer el seu debut com a actriu interpretant un paper secundari en el drama televisiu d'èxit Diya Aur Baati Hum, de la cadena Star Plus el gener de 2016. Va perdre 15 kg per preparar-se per al paper. Tehlan va declarar els seus motius per mantenir la seva carrera esportiva en suspens a causa de la manca d'oportunitats i patrocinadors per a jugadores femenines de netball i bàsquet a l'Índia.

## Filmografia
| Films that have not yet been released | Denota pel·lícules que no encara han estat estrenades |

| Any  | Títol    | Personatge | Notes     |
| ---- | -------- | ---------- | --------- |
| 2017 | Arjan    | Nimmy      |           |
| 2017 | Bailaras | Sonali     |           |
| 2019 | Mamangam | Unnimaya   | Malayalam |